# Dedeaux Field
Le Dedeaux Field est un stade de baseball situé à Los Angeles.
Il accueille le club de baseball des Trojans d'USC qui défendent l'Université de Californie du Sud dans les sports universitaires.

## Histoire
Ouvert en 1974, le terrain est nommé en l'honneur de Rod Dedeaux (en), coach durant 44 ans.
Le terrain accueillera les épreuves de natation, natation synchronisé et plongeon des Jeux olympiques d'été de 2028 dans une structure temporaire de 20 000 places.

## Galerie

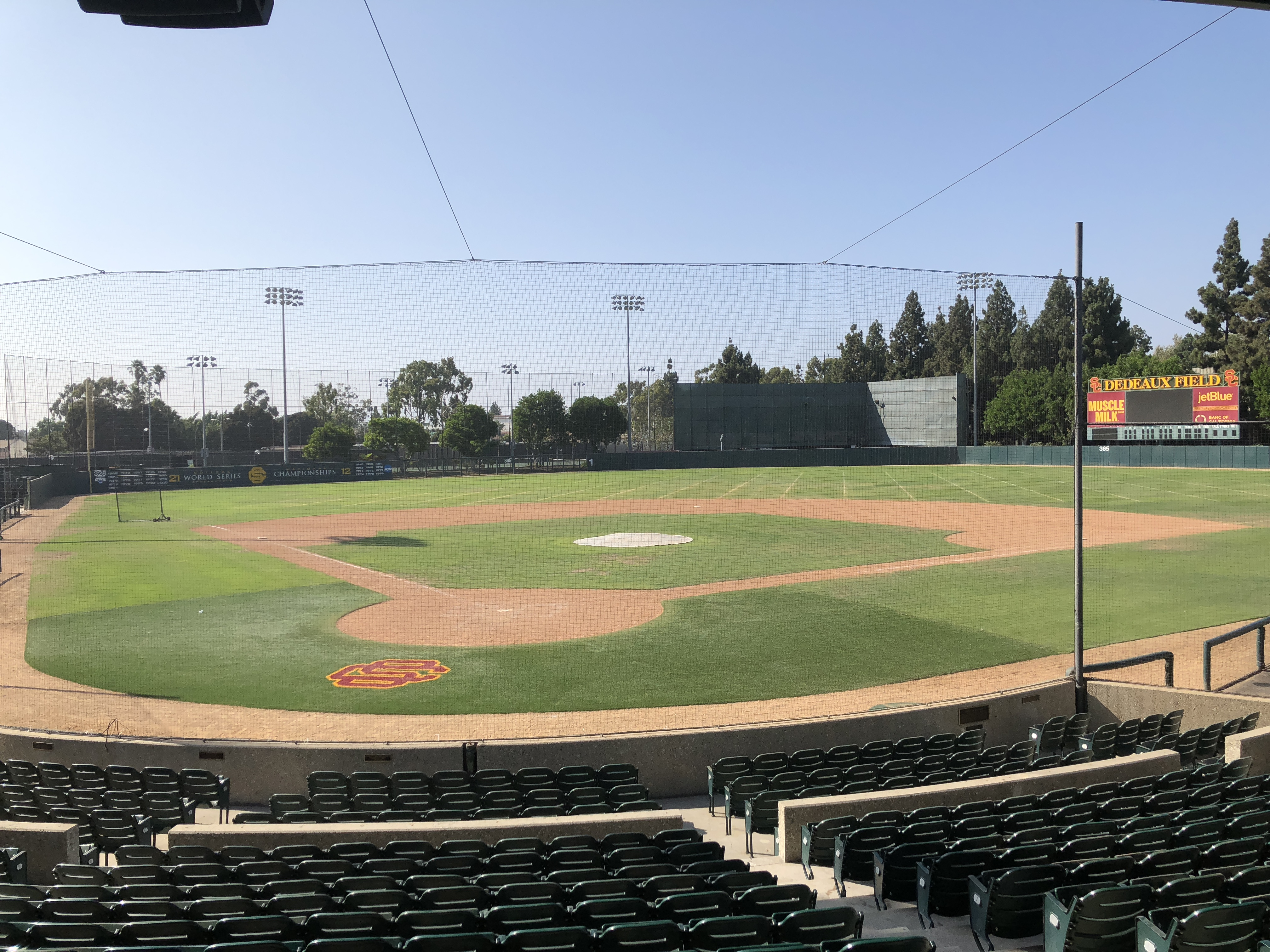
Dedeaux Field
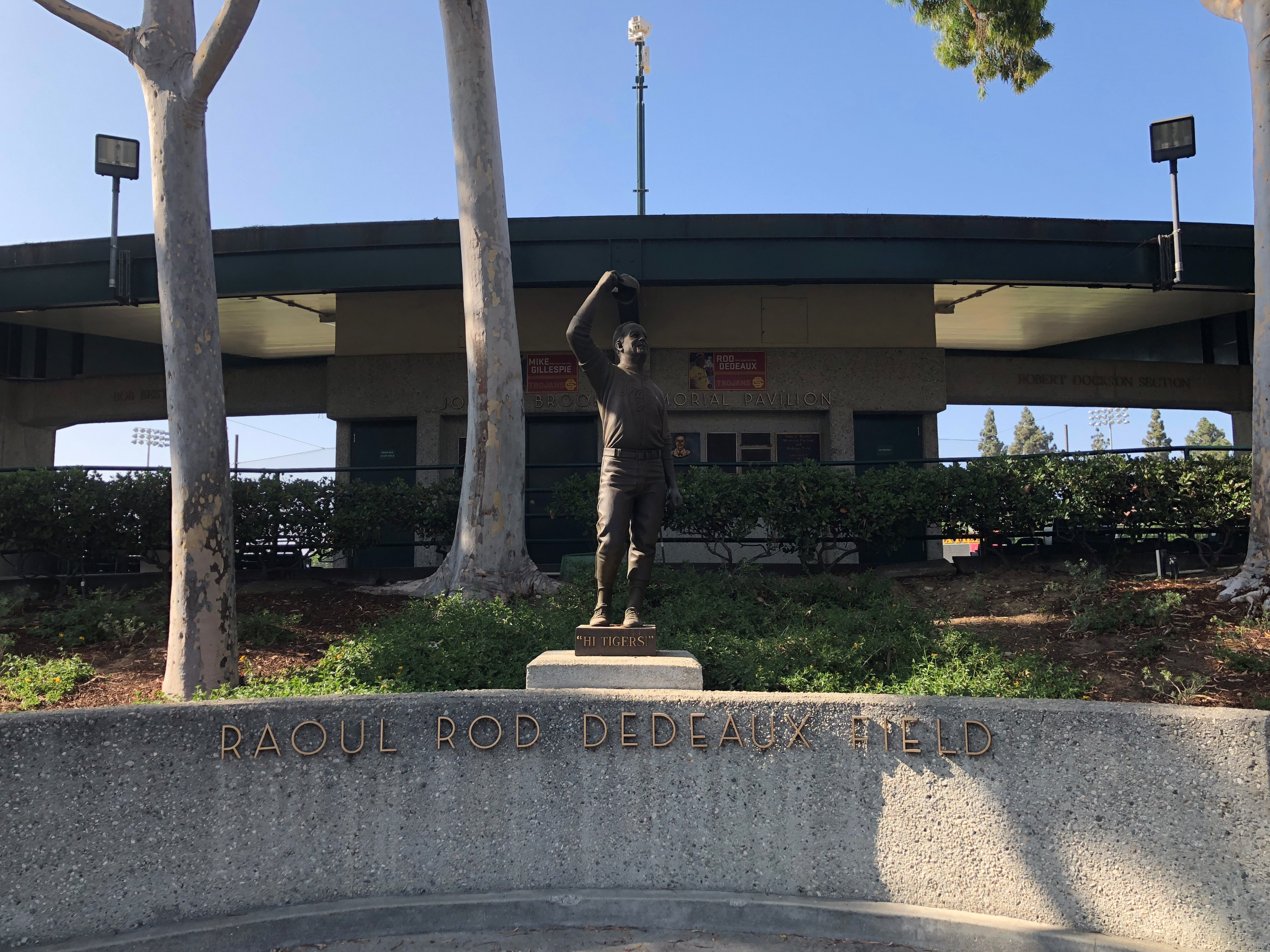
Statue de Rod Dedeaux à l'extérieur du Dedeaux Field